# Ngebad
Ngebad ist eine Insel im Inselstaat Palau im Pazifischen Ozean.

## Geographie
Die Insel bildet zusammen mit den Inseln Ngesual und Ngurungor die nordöstliche Verlängerung der Insel Peleliu. Nur schmale Kanäle trennen die Inseln jeweils voneinander. Von der Nordostspitze zieht sich die Riffkrone nach Norden und in etwa 1,5 km Entfernung liegt das Inselchen Ngerksiul. Die Insel ist dicht bewaldet und unbewohnt.